# Zwarthalszwaan
De zwarthalszwaan (Cygnus melancoryphus) is inheems in het zuiden van Zuid-Amerika, onder andere op Vuurland en de Falklandeilanden. In de winter trekt hij naar het noorden.

## Kenmerken
Het verenkleed van deze 100 cm grote vogel is wit met een zwarte kop en hals en een blauwe snavel. Deze heeft aan de basis een rode washuidwoekering, terwijl zich aan het oog een witte streep bevindt. Deze soort kan een leeftijd van rond de 20 jaar bereiken, wat zeer oud is voor een zwaan.

## Leefwijze
Deze zwaan laat zijn jongen op zijn rug meevaren, net als een fuut. Zij grondelen naar plantaardig voedsel op de bodem van ondiep water, waar zij zich bij voorkeur op bevinden. Op het noordelijk halfrond is deze zwaan geliefd als vogel voor de vijver en volière.

## Voortplanting
De legperiode is februari tot juli. De broedduur is ongeveer 36 dagen.

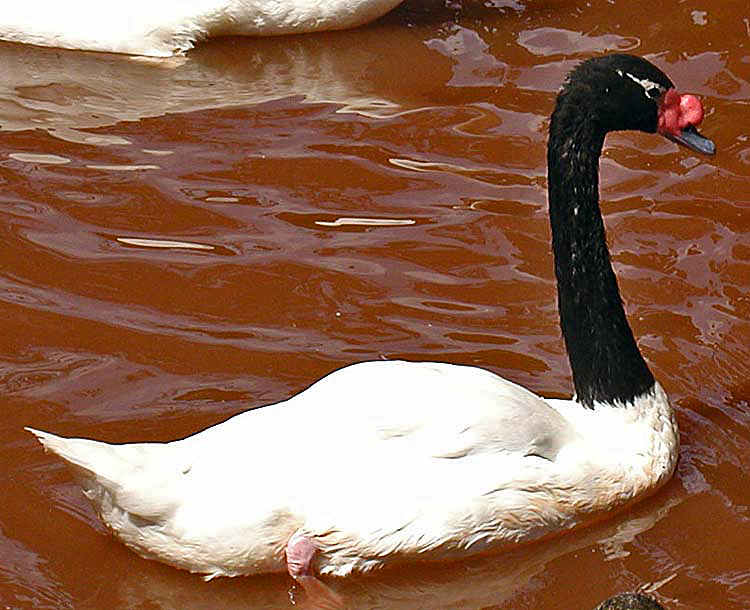
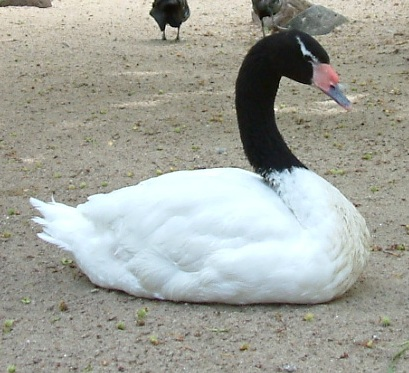
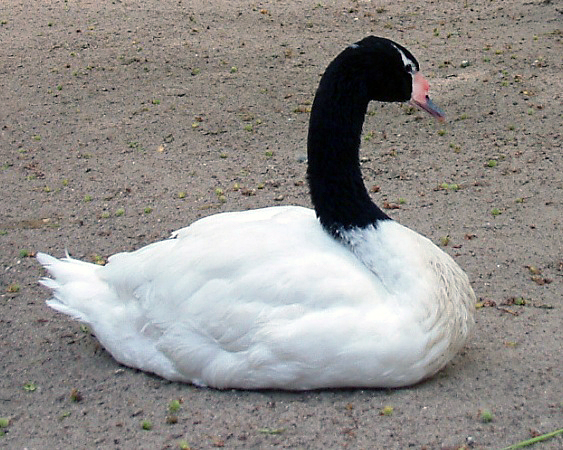
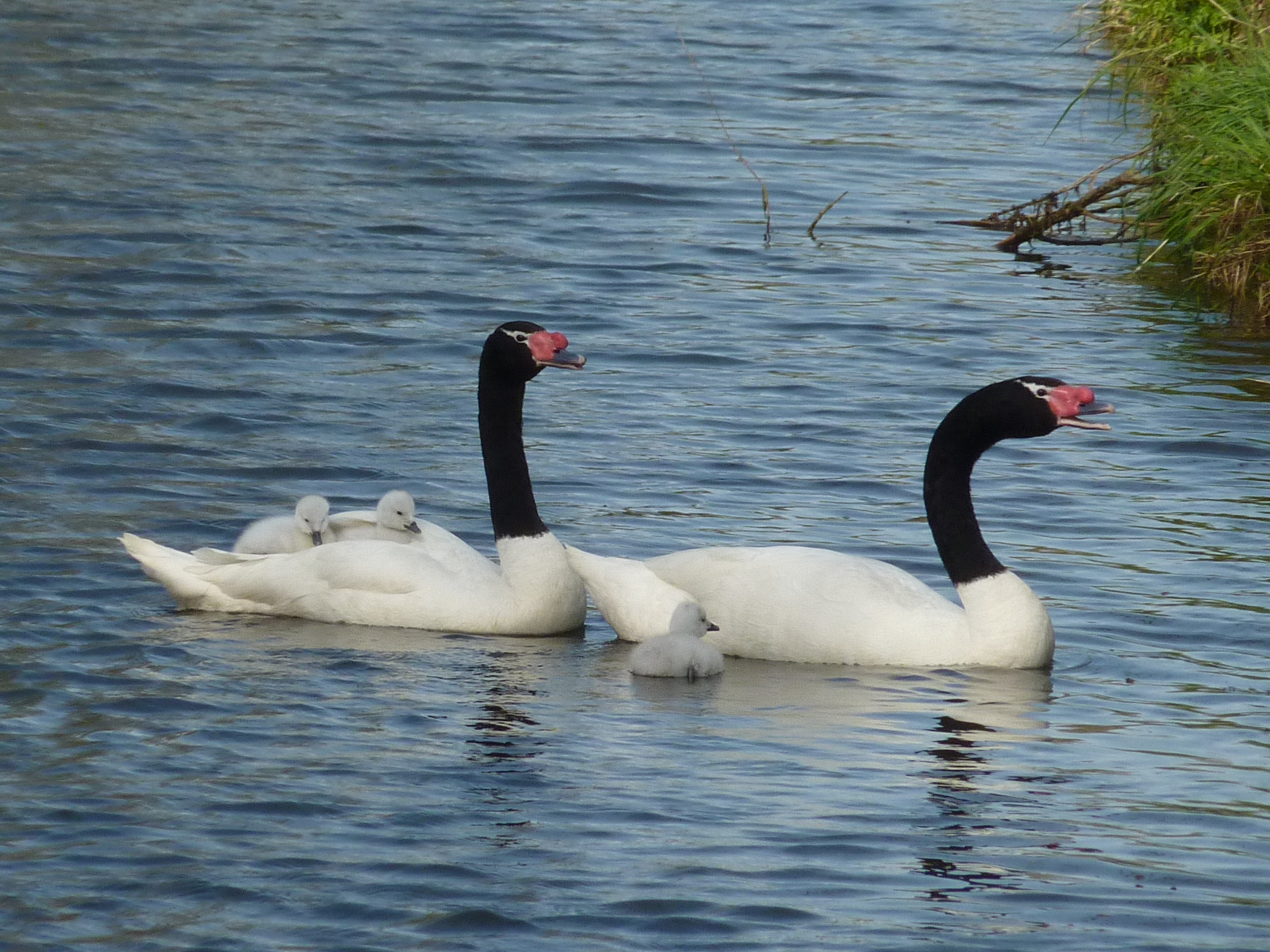
Zwarthalszwanen met jongen op de rug